# Dahlak-arkipelagen

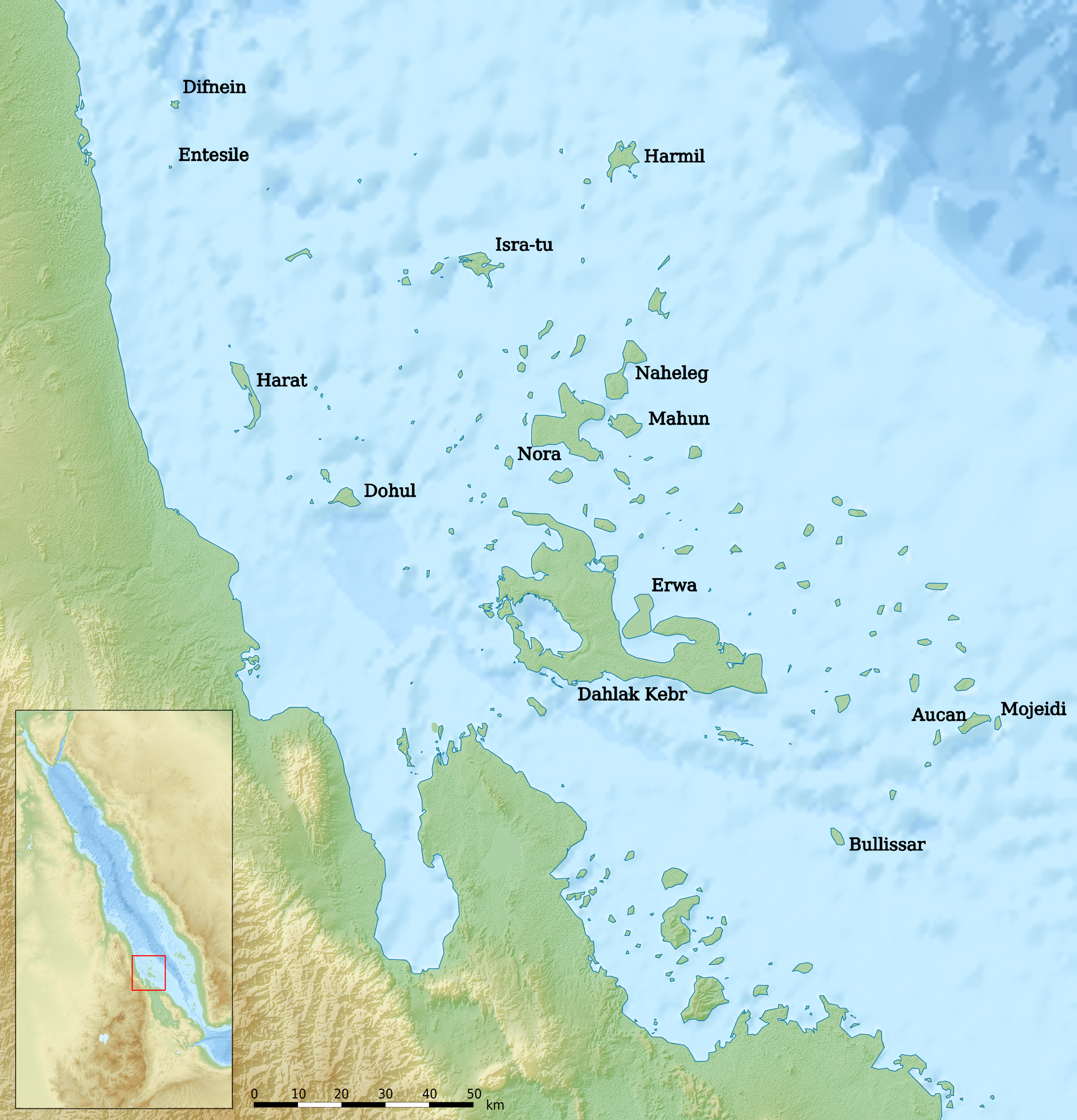
Dahlak-arkipelagen

Dahlak-arkipelagen är en eritreansk ögrupp i Röda havet, utanför Eritreas kust, nära Massawa. Den största ön är Dahlak Kebr, med 750 km². Öarna har sedan tidig medeltid varit en viktig mötesplats för handelsmän och sjöfarare. Öarna är berömda för sitt pärlfiske.